# Litogona mirabilis
Litogona mirabilis är en mångfotingart som först beskrevs av Manfredi 1948.  Litogona mirabilis ingår i släktet Litogona och familjen knöldubbelfotingar. Inga underarter finns listade i Catalogue of Life.